# Psychomastax
Psychomastax is een geslacht van rechtvleugeligen uit de familie Eumastacidae. De wetenschappelijke naam van dit geslacht is voor het eerst geldig gepubliceerd in 1918 door Rehn & Hebard.

## Soorten
Het geslacht Psychomastax omvat de volgende soorten:
- Psychomastax deserticola Hebard, 1934
- Psychomastax inyo Rehn & Grant, 1959
- Psychomastax psylla Rehn & Hebard, 1918
- Psychomastax robusta Hebard, 1934